# Балаганнах (озеро, к востоку от Нарбыскай)
Балаганна́х (также Балаганнаах ) — озеро на северо-востоке Якутии, в Среднеколымском улусе. Расположено в юго-восточной части Колымской низменности, в левобережье верхнего течения реки Большая Чукочья. По соседству находятся еще несколько крупных озёр: Уолбут на юго-западе, Нарбыскай и Илин-Эбе на западе, Бысахым на северо-западе, Тагытай на севере, Улахан-Атах на северо-востоке, Сян-Кюель на востоке, Унарба 2-я на юго-востоке и Бёхё на юге.
Имеет полукруглую форму. Берега низкие, местами заболоченные. Ландшафт представляет собой типичную тундру, которая переходит в южную тундру с островками редколесной растительности. Имеется небольшой остров в южной части. Через систему рек, проток и озёр имеет сток в Алазею. Ближайший населённый пункт — село Ойусардах, расположенное в 22 км к юго-юго-западу.
Площадь зеркала 63,3 км², площадь водосбора — 113 км². Длина озера 12,5 км, ширина колеблется от 3,2 км на севере до 7,7 км в центральной части. Высота над уровнем моря — 31 м.